# Fuego contra fuego
"Fuego contra fuego" é um canção do cantor porto-riquenho Ricky Martin, é também primeiro single do álbum de estreia do cantor, Ricky Martin (1991). A canção foi lançada em 7 de outobro de 1991 na América Latina.

## Formatos e lista de faixas
U.S./Latin America promotional 12" single
1. "Fuego Contra Fuego" – 4:15

## Charts
| Chart (1992)                    | Melhor posição |
| ------------------------------- | -------------- |
| U.S. Billboard Hot Latin Tracks | 3              |